# Hyporhamphus affinis
Hyporhamphus affinis är en fiskart som först beskrevs av Günther, 1866.  Hyporhamphus affinis ingår i släktet Hyporhamphus och familjen Hemiramphidae. Inga underarter finns listade i Catalogue of Life.